# ミハイル・ドブロトヴォルスキー
ミハイル・ドブロトヴォルスキー（ロシア語: Михаил Михайлович Добротворский、1836年 – 1874年10月24日）は、19世紀のロシア帝国の軍医で、1867年から樺太（サハリン島）に渡り、久春内の診療所に医者として務めていた。その診療所は1869年にはまだ存在していた。その間、ドブロトヴォルスキーはアイヌと過ごし、樺太アイヌの文化や言語の記録を残し、一万語以上を記録した『アイヌ語・ロシア語辞典』を編纂した。

## 生涯
ドブロトヴォルスキーは1836年、ニジェゴロド県アルザマス郡ストレルカ村で聖職者の家に、多くの兄弟姉妹の中の一人として生まれた。幼少時から病気がちで結核を患っていたが、その母親が彼を聖職者にすべく、1846年にアルザマス神学校に送られ、1852年にはにニジェゴロド中等師範学校に入学し、1859年にペテルブルク医科大学に入学した。その後は東シベリアから移り、1867年より1872年までサハリン島に5年間滞在し、そこで生活する樺太アイヌの治療を施しながら、その文化や言語について研究を行った。しかし、劣悪な環境や栄養不良により、肺出血を起こし配置転換を願い出るもなかなか叶えず、1872年にようやく兄がいるカザンに移り、兄である教授のイワンや言語学者のパーヴェルの協力の元で、現地から持ち込まれたものや西洋にある資料を集めて、『アイヌ語・ロシア語辞典』の編纂を続けた。カザンの医科大学で博士号取得途中に体調が悪化し、生まれのニジェゴロド県へ療養のため移るも、1874年10月24日、2060語の補遺を残したまま38歳で没した。

## 著作
樺太アイヌ語の初めての本格的な辞書かつ最大の辞書として、約1万1千語の『アイヌ語・ロシア語辞典』（ロシア語: Аинско-русский словарь、アイヌ語: Ainu-Ruski itak comen、1875年に出版）を編纂した。これは、特に久春内に居住していたアイヌと繋がりを持ち、樺太アイヌ語を聞き取ってまとめたものである。ドブロトヴォルスキーの没後、補遺を兄によって書き加えられ、1875年カザン大学より出版された。金田一京助もこの辞典を評価している。北海学園大学教授の寺田吉孝、および安田節彦によって日本語訳版が2022年出版されている。
ドブロトヴォルスキーが現地で生活の中で実際に採録した語彙（人名・地名も含む）や例文をまとめたものが半分以上であるに加え、カザンに戻った後、プフィッツマイアーの『ドイツ語・アイヌ語辞典』や『アイヌ語・ドイツ語辞典』を経由し上原熊次郎・阿部長三郎『もしほ草』（『蝦夷方言藻汐草』）・ダーヴイドフらが編集した未刊『サハリン・アイヌ語辞典』などを含む他の資料から引用されたものも多い。また、辞書としてのみならず、付録にはアイヌ語のテキストも書かれており、その聞き取りや記述も高水準であったため、すでに消滅した樺太アイヌ語を研究するための重要な資料の一つである。